# Cirque Des Damnés
Cirque Des Damnes es el primer DVD en vivo de la banda We Are The Fallen, filmado en el Avalon Theater en Hollywood California en 2011. 
Gracias a la invitación que recibió Carly Smithson para unirse al elenco del Cirque du Soleil en el Aria Resort en Las Vegas, hubo una conexión entre el arte que maneja el Cirque du Soleil y lo que deseaban hacer los chicos de We Are The Fallen en sus espectáculos en vivo, por eso para celebrar de una manera épica y original el cumpleaños número 30 de Ben Moody la banda programó un show especial el 22 de enero del 2011. 
Este show se realizó en el Avalon Theater en Hollywood California. El concierto fue gratuito y se llamó Cirque Des Damnés, nombre francés que en español significa ("Circo de los Malditos") Los fanes pidieron que el show fuera grabado profesionalmente y días después la filmación del concierto fue confirmada por la banda. 
Tiempo después, la banda aprovechó las felicitaciones de sus fanes a través de las redes sociales por cumplirse el primer aniversario del álbum Tear The World Down (11 de mayo), y decidieron dar como regalo a los fanes el video en vivo del tema Separate Ways como adelanto de lo que sería el DVD; dos semanas después, la banda volvió a mostrar un adelanto más, en esta ocasión fue el vídeo en vivo de la balada I Am Only One. 
Los fanes habían estado muy impacientes por la salida del DVD, y a mediados del 2011, Ben Moody afirmó que el DVD ¡Estaba listo! que había estado listo desde hace bastante tiempo. Sin embargo, todo se retrasó por una demanda que temporalmente les prohibió seguir adelante con la distribución del DVD. Al parecer la banda ganó la demanda y continuaron con los planes de lanzar el DVD Cirque Des Damnés, en sus dos formatos, descarga digital y Blu Ray.
En los primeros días del 2012, la banda hizo un concurso en Twitter para que 5 personas obtuvieran el DVD completamente gratis; después, el 14 de enero de 2012 se lanzó el DVD en formato descarga digital a través de la página oficial de la banda.
Este concierto tiene una duración de 1 hora y 5 minutos; combina el show de We Are The Fallen, con acróbatas y un espectáculo al estilo carnaval. Este concierto ha sido denominado por Ben Moody como uno de los shows más grandiosos que han hecho hasta el momento.

## Canciones
| N.º | Título                                 | Duración |  |
| 1.  | «Intro»                                |          |  |
| 2.  | «Burn»                                 |          |  |
| 3.  | «Without You»                          |          |  |
| 4.  | «Don't Leave Me Behind»                |          |  |
| 5.  | «Like A Prayer (feat. Glen Sobel)»     |          |  |
| 6.  | «Samhain»                              |          |  |
| 7.  | «St.John»                              |          |  |
| 8.  | «I Am Only One»                        |          |  |
| 9.  | «Through Hell»                         |          |  |
| 10. | «Separate Ways»                        |          |  |
| 11. | «Everything Burns (feat. Hana Pestle)» |          |  |
| 12. | «Bury Me Alive»                        |          |  |
| 13. | «Sleep Well, My Angel»                 |          |  |
| 14. | «Paradigm»                             |          |  |
| 15. | «Tear The World Down»                  |          |  |